# Herrenhaus Kavlås

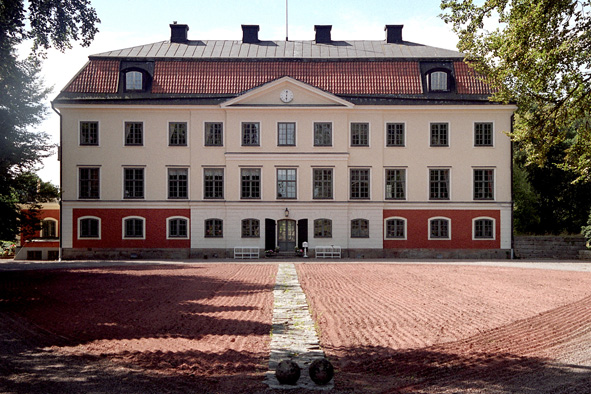
Herrenhaus Kavlås

Das Herrenhaus Kavlås liegt in der schwedischen Gemeinde Tidaholm etwa zehn Kilometer nordwestlich der Stadt Tidaholm. Der Herrenhof ist in Privatbesitz.

## Geschichte
Die Geschichte von Kavlås (auch Kaflås), das zu den größten Gütern Skaraborgs gehört, lässt sich auf das 14. Jahrhundert zurückführen. 1723 ging das Gut in den Besitz der freiherrlichen Geschlechts von Essen über, das von 1750 bis 1775 den heutigen Herrenhof im Rokokostil bauen ließ. 1755 kam hier Hans Henrik von Essen zur Welt. Teile der Einrichtung aus dem 18. Jahrhundert sind noch erhalten. Im Herrenhof, der seit 1978 als Byggnadsminne geschützt ist, befindet sich auch eine wertvolle Sammlung von Königs- und Familienporträts.